# Euparyphus patagius
Euparyphus patagius är en tvåvingeart som beskrevs av Quist 1973. Euparyphus patagius ingår i släktet Euparyphus och familjen vapenflugor. Inga underarter finns listade i Catalogue of Life.